# Sciurus richmondi
Sciurus richmondi (Вивірка Річмонда) — вид ссавців, гризунів родини Вивіркових (Sciuridae). Вид названо на честь Чарльза Воллеса річмонда (англ. Charles Wallace Richmond, 1868—1932), американського орнітолога, який спеціалізувався на номенклатурі та бібліографії.

## Поширення
Цей вид зустрічається в Нікарагуа. Висотний діапазон поширення: від низовин до 1000 м. Небагато відомо про природну історію цього виду. Очевидно, це живе в основному в тропічних лісах східного Нікарагуа, хоча зразки також були зібрані в районах галерейного лісу, в іншому випадку в районах очищених для ведення сільського господарства і на плантаціях какао.

## Морфологія
Повна довжина: 320—391 мм, хвіст довжиною 151—184, задня ступня довжиною 44—55 мм, довжина вух 18—25, середнє значення ваги: 251.5 гр. Верх майже монотонно темно коричнево-вохровий. Низ від жовтувато-буруватого до жовтувато-оранжевого. Хвіст темно-вохровий зверху і рудувато-коричнево-вохровий знизу. Череп малий і широкий. Зубна формула: I 1/1, C 0/0, P 1/1, M 3/3 = 20.

## Поведінка
Вид денний і, ймовірно, солітарний. S. richmondi регулярно живляться на землі, на деревах вони найчастіше спостерігається на основному стовбурі або на великому, низькому гіллі, рідко спостерігається високо. S. richmondi має відносно довгий сезон розмноження, який простягається, принаймні, з середини лютого до середини вересня, у виводку були зареєстровані від 2 до 3 малюків.

## Загрози та охорона
Вирубка лісу є серйозною загрозою для цього виду. Тиск полювання на цей вид також значний.